# Rocky Mountains Park Act
Het Rocky Mountains Park Act werd op 23 juni 1887 door het Parlement van Canada vastgesteld voor de oprichting van het Nationaal park Banff, oorspronkelijk bekend als Rocky Mountains Park. De akte is gebaseerd op de Yellowstone Park Act, in 1881 goedgekeurd door het Amerikaans Congres. De akte schetst het Nationaal park concept, terwijl behoud- en ontwikkelingsbehoeften worden gebalanceerd.